# Argentoleon irrigatus
Argentoleon irrigatus är en insektsart som först beskrevs av Gerstaecker 1894.  Argentoleon irrigatus ingår i släktet Argentoleon och familjen myrlejonsländor. Inga underarter finns listade i Catalogue of Life.